# Cladosporium cladosporioides
Cladosporium cladosporioides är en svampart som först beskrevs av Johann Baptist Georg Wolfgang Fresenius, och fick sitt nu gällande namn av G.A. de Vries 1952. Cladosporium cladosporioides ingår i släktet Cladosporium och familjen Davidiellaceae.  Arten är reproducerande i Sverige.Utöver nominatformen finns också underarten pisicola.